# Distretto di Baranavičy
Il distretto di Baranavičy (in bielorusso Баранавіцкі раён?, Baranvicki raën; in russo Барановичский район?, Baranovičskij rajon) è un distretto (rajon) della Bielorussia appartenente alla regione di Brėst con 41 902 abitanti al censimento del 2009
Il capoluogo è Baranavičy che tuttavia non fa parte del distretto ma dipende direttamente dalla regione.

## Società

### Evoluzione demografica
Il base ai risultati degli ultimi censimenti la popolazione diminuì costantemente dagli 83 638 abitanti nel 1958 ai 41 902 nel 2009. Contemporaneamente nella città di Baranavičy, capoluogo ma non appartenente al distretto, crebbe la popolazione.

### Nazionalità
Dal punto di vista etnico la suddivisione nel 2009 era la seguente:
| Etnia      | %    |
| ---------- | ---- |
| Bielorussi | 86,9 |
| Polacchi   | 5,9  |
| Russi      | 5,2  |
| Ucraini    | 1,1  |

### Lingue e dialetti
La lingua materna per l'81,6% della popolazione è il bielorusso mentre il russo è parlato dal 16,6% degli abitanti della regione.